# Odilo Bavorský
Odilo (? – 18. ledna 748) byl bavorský vévoda z rodu Agilolfingů, vládnoucí mezi léty 736 až 748.
Roku 742 si vzal za ženu Hiltrudu, dceru franského majordoma Karla Martela. Již o rok později však válčil se svými švagry Karlomanem a Pipinem III. Krátkým. Nakonec musel přijmout svrchovanost Franské říše nad svým Bavorským vévodstvím. Po jeho smrti se pokusil Grifo, poloviční bratr Karlomana a Pipina, ovládnout vévodství, ale byl Pipinem poražen. Následně Pipin svěřil vévodství do rukou ještě nezletilého Odilova syna Tassila III.
Za jeho vlády byla v Bavorsku vytvořena roku 739 biskupství v Řezně, Freisingu, Pasově a Salcburku. V roce 741 se k nim přidalo i würzburské biskupství. Je uváděn jako zakladatel klášterů v Niederaltaichu (741), Mondsee (748) a mnoha dalších. Nechal také sepsat Lex Baiuvariorum, který obsahoval kmenové zákony Bavorů. Byl pohřben v Gengenbašském opatství.